# Barracuda (telessérie)
Barracuda é uma minissérie australiana de 2016, transmitida pela ABC. A série é baseada no romance de mesmo nome de 2013 do autor Christos Tsiolkas.
A minissérie foi escrita por Blake Ayshford e Belinda Chayko e dirigida por Robert Connolly. É produzida por Tony Ayres e Amanda Higgs, com Christos Tsiolkas como produtor associado. A série é uma co-produção da Matchbox Pictures em associação com a ABC TV, Screen Australia e Film Victoria.
A minissérie completa está disponibilizada pelo iView, serviço de streaming do canal.

## Enredo
A história narra a trajetória de Danny Kelly, um nadador de dezessete anos que em 1996 se prepara obsessivamente para competir nas Olimpíadas, com a ajuda de seu treinador, com dificuldades de se relacionar com as pessoas, ele se dedica totalmente ao esporte, ganhando o apelido de Barracuda. 

## Elenco
- Elias Anton ...Danny Kelly
- Ben Kindon ...Martin Taylor
- Matt Nable ...Frank Torma
- Rachel Griffiths ...Samantha Taylor
- Jeremy Lindsay Taylor ...Neal Kelly
- Victoria Haralabidou ...Stephanie Kelly
- Tilda Cobham-Hervey ...Emma Taylor
- Andrew Creer ...Wilco
- Jacob Collins-Levy ...Clyde
- Joel Lok ...Luke Tran
- Rhys Mitchell ...Scooter
- Imran Adams ...Theo Kelly
- Luca Sardelis ...Regan Kelly
- Joe Klocek ...Tsitsas
- Damon Gameau ...Ben Whitter
- Helen Morse ...Margot[5]

## Transmissão
Internacionalmente, a série foi adquirida no Reino Unido pela BBC Three, na África do Sul pela DStv e pela Skai TV na Grécia.
No Brasil, a série é transmitida pelos canais Fox Premium. Não há informações sobre a grade de horários dos canais em questão. 